# Школа українознавства в Йонкерсі
Школа українознавства імені гетьмана Петра Конашевича-Сагайдачного (деколи згадується як «Школа українознавства при парафії Святого Михаїла») — українська суботня школа, розташована у Йонкерсі (штат Нью-Йорк, США). Заснована у 1952 році, першим директором школи був Олександр Кулинич. Школа входить до системи шкіл українознавства Шкільної Ради при УККА, яка є центральним органом шкіл українознавства в США. Чинною директоркою є Світлана Хмурковська-Фай. Наразі у школі навчається понад 100 дітей.

## Історія
Історія вивчення українознавства в Йонкерсі сягає коренями кінця XIX століття — зокрема, у 1904 році була створена українська школа, яка, утім, незабаром закрилася. Школа українознавства в Йонкерсі була створена восени 1952 року групою новоприбулих українських емігрантів на чолі з Ярославою Кіналь. Першим директором школи став Олександр Кулинич, котрий обіймав цю посаду протягом наступних 20 років.
Із 1955 по 1985 роки школа містилася у приміщенні української церкви святого Михаїла. За перші 50 років існування школи у ній отримали освіту близько 800 дітей. У 2016 році школа українознавства в Йонкерсі була названа на честь гетьмана Петра Конашевича-Сагайдачного.
У жовтні 2018 року директорка Школи українознавства в Йонкерсі і секретар управи Шкільної Ради при УККА Світлана Хмурковська-Фай взяла участь в зустрічі в Посольстві України в США, в ході якої Дружина Посла України в США Людмила Мазука домовилася про співпрацю Посольства із школою українознавства в Йонкерсі та із українським освітнім сектором США загалом.

## Діяльність і структура
«Нова хвилька» є школою українознавства, тому її навчальна програма передбачає акцент на вивченні української мови, а також української літератури, історії України, географії України і культури України. При випуску учні школи здають повну «матуру» — як усну, так і письмову. Протягом останніх сорока років учні одинадцятого класу школи беруть участь в державному іспиті з української мови штату Нью-Йорк і отримують оцінки за нього у шкільний атестат. Також учні і вчителі школи беруть активну участь у громадській діяльності української спільноти Йонкерса. Наразі школа розташовується у приміщення Школи Найсвятішого Серця у Йонкерсі, заняття проходять по суботах.
Наразі у школі працюює приблизно півтора десятка вчителів і навчається понад 100 учнів. Наприклад, станом на 2011/2012 навчальний рік у Школі українознавства в Йонкерсі працювало 14 вчителів та один катехит. Протягом того ж періоду у школу були записані 102 учні із 75 родин.
До поточної адміністрації школи входять:
- Директорка школи — Світлана Хмурковська-Фай[7].
- Заступниця директора школи — Мар'яна Носаль.

Дорадником школи є Юрій Гаєцький.
Школа українознавства в Йонкерсі входить до системи шкіл українознавства Шкільної Ради при УККА.